# خاک‌سفیددزدسانان
خاک‌سفیددزدسانان (نام علمی: Cimolesta) نام یک راسته از کلاد نارام‌زیان است.